# Таємниця щурів
Таємниця щурів — мультфільм 1982 року.

## Сюжет
Польова миша пані Брізбі повинна перевезти власну родину у безпечне місце до того, як фермер почне оранку, на якому вони живуть, але її син Тіммі не може виходити на вулицю, через пневмонію. Вона звертається за допомогою до дуже розумних щурів, які побудували підземне суспільство у кущі роз біля ферми. Щури, яких очолює мудрий Нікодемус, вирішують допомогти перемістити будиночок пані Брізбі, щоб відплатити борг вдячності перед її померлим чоловіком. Яле все ускладнюється, коли де-хто із щурів вирішують, що час обрати нового лідера замість Нікодимуса.